# Roberto Wypych
Roberto Wypych (União da Vitória, 4 de fevereiro de 1928 – 18 de agosto de 2020) foi um técnico de contabilidade, agropecuarista e político brasileiro.
Primogênito dos quatro filhos gerados pelo casal de descendentes de poloneses Ladislau e Stefania Wypych, Roberto foi aluno da Escola Técnica David Carneiro onde se formou contador. Eleito deputado estadual pela ARENA em 1966.
Presidente da Cooperativa Central Regional Iguaçu Ltda (COTRIGUAÇU) entre 1975 e 1979, foi escolhido primeiro suplente do senador Afonso Camargo em 1978 e, com o retorno ao pluripartidarismo, migrou para o PP antes de se filiar ao PMDB e exercer o mandato de senador no período em que o titular foi ministro dos Transportes (1985-1986) no governo José Sarney.